# ラヒホイタヤ
ラヒホイタヤ (フィンランド語: Lähihoitaja、英訳: Licensed practical nurse。日本語では准看護師に相当) は、厚生労働省が少子高齢化で不足が懸念される福祉人材確保のために参考にしようとしていたフィンランドの医療・福祉系の共通基礎資格である。2015年6月、日本版ラヒホイタヤは導入見送りになり、結局は保育士と介護福祉士は試験科目を一部免除して双方の資格を取りやすくする検討がされる事になった。

## フィンランド

### 福祉制度

#### 親族介護支援
フィンランドでは公的なサービスの中に親族による介護が加えられている。親族によって行われる介護は施設やホームヘルパーによる介護より安価と捉えられており、親族介護給付 (Omaishoidontuki) が法律で定められている。報酬の最少額は月額300ユーロで、介護の必要度に応じて増額される。
介護をしている家族等は少なくとも月3日の休暇を取得する権利があり、休みの時に代わりに必要となる介護のサービス提供は自治体が確保する。デイサービスを利用する事が多い。
出産・育児・介護のために労働市場から離れる事があっても、男女に関わらず65歳までフルタイムで働けるような仕組みがあり、仕事と介護を両立するために介護休業法が制定されている。労働者は「無給、最大3年、原職復帰」の権利がある。

### 教育制度
フィンランドでは教育は就学前から大学院に至るまで無償である。
義務教育を終えた生徒はほとんどが高等学校か職業学校に進学するが、教育機会は年齢に関わらず平等に与えられている。
後期中等教育 (普通高校および職業学校の事) では、教科書は自己負担があるものの給食は無料である。職業学校では、仕事の現場で役に立つ能力を磨き生涯学習を支える事を目標としている。
フィンランドは“学歴社会”よりは”資格社会”といわれ就職した場合でもより上級の資格を得るために、労働市場と相互に行き来ができるように組み立てられている“生涯学習社会”である。
ヘルシンキ郊外の例では、職業訓練校には若い学生と成人学生の2種類がいる。登校拒否や落ちこぼれ、心理的問題等を抱え将来何をしたいのかわからない15～17歳の若者の立ち直りを支援するコースもある。ラヒホイタヤ養成コースでは成人が35%である。移民用のコースもあり、フィンランドでは政府方針によりフィンランド人と一緒に授業を受けるが、英語で授業を行う訓練校もある。その場合はフィンランド語の授業も行う。ケアの仕事ではフィンランド語は必要であり、フィンランド語ができなければ実習にも響く。移民は問題を抱えている人も多いが、就職に対するモチベーションは高くケア関係への就職率は100%である。

### ラヒホイタヤの制度
ラヒホイタヤの教育は1993年に公認された。最初は旧資格と並存していたが、1995年に旧教育は廃止された。
フィンランドにおけるラヒホイタヤはソーシャル・ケアとヘルス・ケアを教える職業学校である。フィンランドの教育制度は自由裁量に任されている部分が大きく、基本過程を終了するのに要するカリキュラムは、場所や教育機関ごとに異なっている。
ラヒホイタヤと旧来の准看護師の教育訓練課程は大きく異なっており、職務と役割もかなり異なっている。旧来の准看護師の研修では基本的なケアと看護により焦点を当てている一方で、現在のラヒホイタヤの訓練ではより多様な学習をし、様々な立場で働き、各自の専門分野（例:精神保健および薬物依存への福祉対応）で研究する。教育訓練の変化は生徒達にはおおむね好評であったが、必ずしも大学に入学するための高等教育としての資格を与えるものではない点は不満も見られる。
養成教育期間は3年間で120単位。1単位は40時間。うち29単位以上すなわち1160時間以上が現場実習である。
2006年の段階では約80%の施設が自治体または広域自治体連合、約18%が民間で、6校は国が運営している。

#### 一般教養
1年度および2年度で取得。30単位。普通高校卒業以上ならば一般教養は申請により履修免除。
履修内容は国語、外国語、数学、物理、化学、社会、起業支援、労働生活、体育、保健、芸術、文化。
起業教育は選択科目で、財務計画の作成実務、税制に関する知識で将来、独立するための基礎を学ぶ。ラヒホイタヤとして働いていた人が自営業主として自治体の生活支援サービスのアウトソーシング先の受け皿となる事が奨励されている。

#### 共通職業教育
1年度および2年度で取得。50単位。うち実習は15単位以上。
1. 発達の支援と指導
2. 看護と介護
3. リハビリテーション支援

2年間に渡って行われる教育は極めて広範囲で、投薬、注射、衛生境域、放射線、アルコール関係の勉強も含まれるが、例えば 2. の看護と介護における家事サービスの学習では、掃除、選択、食事、衛生管理等について学ぶ。3年度例えば高齢者ケアの専門過程で家事援助に関する内容では、栄養学や糖尿病の人への特別な食事への対応を学ぶというように体系的学習が行われる。これにより、フィンランドの「オムツ交換も看護もできる」ケアワーカーの強みの基礎学習が行われる。

#### 専門分野
3年度で履修する。40単位。うち実習は14単位以上。専門科目の選択肢は多く、9つのコースから1つを選び、そのコースを開設している公立の応用科学大学に通う。専門分野は以下である。
- 救急ケア
- リハビリテーション
- 児童・青少年向けケア教育
- 精神保健および薬物依存への福祉対応
- 看護および介護
- 口腔・歯科衛生
- 障害者ケア
- 高齢者ケア
- 顧客サービス・情報管理

選択した専門領域では座学と同時に現場での実習に重点が置かれ、学生は2～3種類の領域の現場実習を行わなければならない。学習及び実習で一定のレベルに達した者だけが資格取得のための技能披露テストを受けることができる。査定は現場担当者と訓練校の教師が行う。ラヒホイタヤの資格にはかなり高度な能力が要請されるため、他の専門課程の職場に移ることも可能である。資格取得の費用は無料である。
フィンランドでは政府の融資で建てられた学生専用住宅があり、値頃な住宅が無いために教育を諦めるといった事は起こらないようになっている。
以下に、幾つかの専門課程における目標を『フィンランドの高齢者ケア』pp.182-184 より一部を引用する。
- 救急医療ケア専門課程を終了したものは救急患者の看護、救急搬送車の運転およびラヒホイタヤの責任分野の枠内にて発生する問題の解決が行える技能を有しなければならない。彼はまた夜間外来部門などにおいて救急医療の応用的な職務につくこともできなければならない。[21]
- 幼児・児童ケア教育専門課程を終了したものは病院や自宅での健康な新生児ケアの技能を持たなければならない。また日常保育や家族委託保育などでの保育業務ができ、かつ早期教育の場においても作業グループの一員として作業できなければならない。[17]
- 精神衛生、依存性中毒ケア専門課程を終了したものは自立支援的介護手法を使って、精神衛生ケアや、心理療法ケアの多職種協同作業環境において精神障害者のケアプロセスを計画、実行、評価できなければならない。加えて彼はアルコール中毒や麻薬患者のケアを患者、家族、その他の専門家と協同して計画、実行、評価できなければならない。[17]
- 看護や介護ケア専門課程を終了したものは自立支援的介護手法を使って、ヘルスセンターや病院で患者／顧客の看護を、また在宅サービス、在宅看護、サービスハウスやナージンクホームでの介護を計画、実行、評価できなければならない。彼はまた医薬品を取り扱い、その影響を病院内介護や在宅介護の作業環境の中でフォローできなければならない。加えて彼は在宅介護作業環境の中で調理を行い、家庭内の衛生や快適性の維持を行えることが必要である。[22]
- 高齢者ケア専門課程を終了したものは終高齢者自宅にて在宅サービスで、施設ケアで、組織の提供ケアで、高齢者用住宅単位内にて介護し、支援し、リハビリにおいては自立支援的介護手法を使って介助することができなければならない。[23]

### 進路
選択可能なキャリアパスとしては、ラヒホイタヤの修了以外に、ラヒホイタヤとギムナジウム過程を合わせて修了する道がある。ダブルディグリーは全ての学校で提供されるものではなく、一部ではまだ試行段階である。また、いくつかの学校は高校の卒業生には申請により単位を一部認定し通常よりも短期間で修了できるようにしている。バイリンガル（フィンランド語、スウェーデン語）で授業可能な学校もある。職業としては独立して起業する機会もある。ある程度までは、ラヒホイタヤ資格は以前の准看護師と知的障害福祉士の資格に相当する。
ラヒホイタヤの就職先の多くは自治体の正規雇用者であり、他国のケアワーカーに比べ労働条件が良好であることもフィンランドの特徴とされている。

### 仕事
現場で働くマネージャーの大半は女性であるが、男性もますますこの業界への道を選ぶようになっている。
男性は、ラヒホイタヤ訓練中は精神保健および薬物依存、救急ケアの分野に関心を示すが、現場では他の業務に取り組んでいる事が多い。
フィンランドのある施設では入居者100人につき看護職18人、ラヒホイタヤ42人、非常勤医師と必要に応じリハビリ職という構成であった。

### 医療行為
ラヒホイタヤによる皮下注射、吸引など一部の医療行為については、医師や看護職へ技能を披露し、実施可能と判断されれば許可を受けて実施できる。
ラヒホイタヤの制度が”介護と看護の統合”かつ”施設と在宅サービスの統合”を目指すものであり、たとえば在宅ケアでは従来は別人が行っていた准看とホームヘルパーの業務を同一人物ができる。これが人件費の節約、ホームヘルパーの専門性と労働条件の向上につながった。サービス利用者も入れ替わり立ち代り複数の准看やホームヘルパーの訪問を受けるより、一人と持続的な関係が持てる。これらの結果、フィンランドのケアワーカーの地位はOECD諸国の中でもフルタイムが多いこと、教育レベルが高い事が特徴となった。
| 基礎資格のための教育で得られる準備                                                     | 追加講習によって確認されなければならない技能                                                        | 責任者／許可を与える者                                                                              |
| -------------------------------------------------------------------------------------- | --------------------------------------------------------------------------------------------------- | --------------------------------------------------------------------------------------------------- |
| －患者ごとのポーションとしての配薬 －自然経由で投与される薬剤ケア －皮下注射，筋肉注射 | －薬品の発注 －皮下注射，筋肉注射 －非医薬性の基礎輸液を含む注入ボトルや輸液バッグの交換 －救急ケア | 許可：活動単位の医療ケア活動の指導医師または彼が任命する医師 技能披露：法定の医療ケアの専門スタッフ |

自然経由で投与される薬剤ケアとは、点眼剤・点耳剤の投与、錠剤の経口投与、舌下投与、座薬や膣挿入薬の投与、 経口、坐薬、錠剤、カプセル、点眼薬、軟膏、貼付剤、吸入薬。
皮下注射は主にインシュリン。

## 米国
本記事は英語版では LPN (Licensed Practical Nurse) にリンクされているが、米国では LPN の指示のもとで働く Certified Nursing Assistant という別の職があるため、ラヒホイタヤを practical nurse と訳したとしても内容が異なっている。

## 日本

### 資格統合
ラヒホイタヤ制度で統合が検討されている10の資格は、以下の通りである。
- 保健医療分野
  - 准看護師 (フィンランドにおける旧 perushoitaja)
  - 児童保育士 (フィンランドにおける旧 lastenhoitaja)
  - 歯科助手 (フィンランドにおける旧 hammashoitaja)
  - ペディケア士 (フィンランドにおける旧 jalkojenhoitaja)
  - リハビリ助手 (フィンランドにおける旧 kuntohoitaja)
  - 精神障害看護助手 (フィンランドにおける旧 mielenterveyshoitaja)
  - 救急救命士・ 救急運転手 (フィンランドにおける旧 lääkintävahtimestari‐sairaankuljettaja)
- 社会サービス分野
  - 知的障害福祉士 (フィンランドにおける旧 kehitysvammaistenhoitaja)
  - 家政婦  (フィンランドにおける旧 kodinhoitaja。毎日新聞では「ホームヘルパー」表記[1]。[注釈 10])
  - 日中保育士 (フィンランドにおける旧 päivähoitaja)

### 期待されている導入メリット
無資格の不安定な低階層の職種がなくなり従来のホームヘルパーの質の向上、介護人材の離職者減少、質の高い労働で短時間・高賃金の労働が可能になる等の利点が挙げられている。また、ラヒホイタヤ修了者は保育園で働いた後に高齢者のホームヘルパーとして働いたり精神障害者施設でも働くことが可能としている。さらに厚生労働省は、介護・保育・障害者施設をまとめた上で、ラヒホイタヤ制度によって一人の職員で保育と介護を兼任させようとしている。

### 反響
- 介護・福祉の現場からは、大きく異なる技術や知識が必要な業務を1人でこなす事を求められる資格の一本化に対する反発もある。[1]
- 毎日新聞は社説で「人口減と福祉の人材不足を考えると資格の一本化は不可避」と推進の立場を表明した[30]。
- 介護福祉士の資格をもつジャーナリストは、ここ数年での実施は難しいと解説した。[31]

### 推進状況
厚生労働省の老健局が実施する「介護職員の処遇改善等に関する懇談会」の2012年5月11日に行われた会合に出席した委員からラヒホイタヤ導入を促す意見が出された。議事録から一部を抜粋する。
| 厚労省の中でもずっとお取り上げいただいているラヒホイタヤ、職業、医療・福祉・介護系の仕事の基礎資格を共通化していく、これは早く取り組んでいただかない限り、2025年あるいは村川先生がおっしゃった40年に向けて危機的な状況、今、介護職員だけでなく、保育士が不足不足と言われておりますけれども、共通部分がある資格ごとに一から取り直しという資格取得者をどんどん増やしていいのかという問題も含めて、是非お取り組みいただきたい。[32] |

#### 消滅可能性都市問題
総務大臣経験者の増田寛也が座長を務める日本創成会議が2014年5月に「消滅可能性都市」について警告した事が契機となり、安倍内閣が提出した「まち・ひと・しごと創生法案」が第187回国会で可決され、地方創生担当大臣に石破茂を任命して「まち・ひと・しごと創生本部」が内閣に設置された。

#### 持続可能な介護に関する研究会
財務総合政策研究所は限られた財源の中で介護を持続可能なものとする方策について「持続可能な介護に関する研究会」にて検討している。2015年1月16日に財務省4階で開催された第５回会合で「地域包括ケアの担い手を考える」という報告が行われた。報告では欧州の取り組みが紹介され、ラヒホイタヤに関しても言及された。

#### まち・ひと・しごと創生サポートプラン
ラヒホイタヤ制度の活用が検討されているのは厚生労働省が2015年3月13日にまとめた「まち・ひと・しごと創生サポートプラン」においてである。
プランから一部を抜粋する。
| 地方圏や中山間地域においては、人材確保やサービス提供が困難な地域の増加に備え、利用者の利便性や相乗効果も勘案し、高齢者福祉、障害者福祉、児童福祉といった福祉サービスの融合を図ることが必要である。厚生労働省としても、その更なる推進方策とともに、これらのサービスの担い手となる専門職種を統合・連携させる方策を検討するための検討チームを設置する。[38] |
塩崎大臣は、同プランが「地方自治体が地方版総合戦略を策定する際の指針となる」ものであり「地方自治体において、しっかりと活用されるよう、厚生労働省の地方創生コンシェルジュなどを通じて、周知をしてまいりたい」と記者会見で説明した。

#### 介護・福祉サービス・人材の融合検討チーム
塩崎大臣は2015年4月14日の記者会見で、省内に介護・福祉サービスを融合させる推進方策と、これらのサービスの担い手となる専門職種の活用方策について検討するための検討チームを設置したと報告した。質疑において資格の統一の実現性についての考えを聞かれた大臣は、５月中に一次的な取りまとめを指示している旨と、これは中長期的な課題との認識を示した。

### 近年の介護福祉士の制度変更

#### 医療行為
日本は研修を修了し知事が発行する認定証を有する介護職員等は一部の医療行為としてたんの吸引と経管栄養が実施可能になった。(介護職員等の喀痰吸引等の医療行為についてなどを参照) フィンランドとは異なり皮下注射は認めていない。

#### キャリア段位制度
2013年から介護のキャリア段位制度が始まった。これは、
- 施設・事業所からアセッサー（評価者）を選び、講習へ参加し修了証を得る。
- アセッサーは被評価者を3～6ヶ月程度かけて指導し、評価し、面談し、評価の結果を取りまとめる。
- レベル認定申請にはシルバーサービス振興会に7,100円の手数料を支払って行う。
- アセッサーは原則年1回、外部評価機関により評価の妥当性・信頼性がチェックされる。

という制度である。

#### 訪問介護員制度の廃止
2009年3月末で、訪問介護員養成研修3級課程修了者(ヘルパー3級)は介護報酬が支払われくなった。経過措置として、既にヘルパー3級を有し訪問介護の仕事に従事している者は、1年以内にヘルパー2級以上の資格を取得する場合に限り介護報酬が支払われた。これによりヘルパー3級は訪問介護の仕事ができない資格となり、名目上は存続していたが事実上廃止された。
2013年3月末で、訪問介護員養成研修は1級～3級までの全てと介護職員基礎研修が廃止された。

#### 介護福祉士の資格取得方法の見直し
2007年の第168回国会で「社会福祉士及び介護福祉士法等の一部を改正する法律」が成立し、第三十九条が次のように改められた。
| （介護福祉士の資格）第三十九条 介護福祉士試験に合格した者は、介護福祉士となる資格を有する。[45] |
これにより、介護福祉士になるためには国家試験に合格する事が必須となった。

#### 初任者および実務者研修の開始
2013年4月から介護職員初任者研修と介護職員実務者研修が開始された。
制度変更の狙いとして厚生労働省は、2025年には介護職員は現在の1.5 倍が必要となる事を理由に挙げていた。
フィンランドのラヒホイタヤ制度では旧教育制度との並存期間があり、ラヒホイタヤが軌道に乗ってから旧制度が廃止されたが、日本では並存期間は設けられず、旧制度の廃止日の翌日から新制度が始まった。

#### 制度変更の結果
厚生労働省による制度変更に社会すなわち教育を引き受ける民間の養成施設側が追従できていない現状がある。2013年4月から介護職員実務者研修の制度が開始されているが、たとえば京都の府北部には2015年の春まで研修を受けられる場が一箇所も無く、府南部まで出向いて受講する必要があった。 これにより、ホームヘルパー養成研修も介護職員基礎研修も2013年3月末で廃止されてしまって既に受講できないのに実務者研修は通学できる範囲ではどこへ行っても受講できないという不具合が解消されるのに、京都府北部の場合で2年を要している。他の都道府県を見ても、2013年度から実務者養成施設の指定を受ける事ができた施設は少数であった。

##### 実務経験ルートによる受験資格者の減少
実務経験ルートによる介護福祉士の国家試験を受験する場合、今までは3年の実務経験があれば受験資格があったが、制度変更により、3年の実務経験に加え実務者研修を修了する事が必要になった。
2013年度に介護福祉士の資格を取得した人材数は、実務経験ルートが約8万7千人、養成施設ルートが約1万3千人、福祉系高校ルートが約3千人という割合であった。しかし2013年4月に実務者研修制度が始まってから、2014年1月1日時点で実務者研修の修了者は5,879人に過ぎない。
無資格者は450時間の受講が必要で、介護の職に就きながら通信教育を活用しても7～9日間程度は職場を離れる必要がある。通信教育による実務者の受講者の8～9割が既に何らかの研修を修了しており、逆に過去に何の研修も受けていない人、すなわち新たに介護の分野に入職するために通信教育を受ける人は1～2割に留まっている。
実務者研修を受講する人数が定員に対して1割程度と低迷しているためもし予定通りに2015年度試験（2016年1月試験実施）から実務経験ルートでは実務者研修を必須としていれば受験者の激減を招いていたことになる。

##### 養成施設の廃校
高知県では介護福祉士を養成する専門学校の入学者が昨年から大きく減り始め、県の職業訓練も定員割れを起こした。
滋賀では県唯一の介護福祉士専門学校は定員割れが続き運営難に陥っている。養成施設で体系的に学んだ人材は質が高く現場では貴重であるが、介護福祉士の受験資格を取得するためには養成施設を卒業する以外に実務経験ルートもある。
制度変更で、今までのように「高校を卒業したら養成校で2～4年間学び卒業と同時に介護福祉士になり現場で即戦力」というルートが無くなり、年により変動するが近年の合格率は48.3～64.6%となっている介護福祉士の国家試験に受からない限り介護福祉士になれないのであれば、これから介護の道を目指す立場としては時間と費用をかけて養成校で学ぶメリットは乏しい。
厚生労働省の福祉人材確保専門委員会では「養成施設そのものが壊滅して消えてしまうギリギリの段階にまできている。」という意見が委員から出された。

#### 施行の延期
2007年の社会福祉士及び介護福祉士法の改正により、介護人材の資質向上を図る視点から資格取得方法が見直されたが、以下のように実施の延期が相次いでいる。
- 2011年に改正法の一部の施行日を3年間延期（2012年度→2015年度施行へ）
- 2014年6月に医療介護総合確保推進法の成立により、介護福祉士の資格取得方法見直しの施行時期を2015年度から2016年度に延期[57]
- 2015年2月15日に厚生労働省の福祉人材確保専門委員会から発表された方針により、介護福祉士養成施設卒業生に対する介護福祉士国家試験の受験義務付けについては、2017年度より5年間をかけて漸進的に導入することになった。[58][59]

「改正された法律が一度も施行されることなく、2 回にわたる延期は、介護福祉士養成における制度設計の甘さへの疑念を招き、養成施設や行政に対する信頼は損なわれ、介護業界に好ましからざる影響を与えたことは残念でならない。」という意見が福祉人材確保専門委員会の委員から出されている。 一方、実務経験ルートにおける実務者研修義務付けについては2016年度より予定どおり施行し、再々度の延期はしない方針である。

### ラヒホイタヤ制度との関係
厚生労働省の社会保障審議会福祉部会から2015年2月15日に発表された方針では、介護福祉士の国家試験の内容・水準について必要な見直しを行い、改正カリキュラム対応の国家試験を2022年度より開始すると、将来まで見据えた施策が打ち出されている。
一方、厚生労働省の雇用均等･児童家庭局からは2015年1月14日に「保育士確保プラン」が公表され、保育士試験の年２回実施の推進、保育士に対する処遇改善、就職促進の支援という方針が打ち出されている。
しかしながら、同じ厚生労働省の、まち・ひと・しごと創生政策検討推進本部が2015年3月13日にまとめた「まち・ひと・しごと創生サポートプラン」においては、保育需要のピークを2017年と推計して保育士が余剰となる可能性を想定し高齢者と児童の福祉サービスの担い手となる専門職種の統合を検討するとある。
このように、厚生労働省の社会保障審議会福祉部会から介護の資格に関する長期的なプランが出されて1ヶ月経たないうちに、同じ厚生労働省の、まち・ひと・しごと創生政策検討推進本部から全く異なる福祉の資格に関する長期的なプランが出されている。
2013年3月末で訪問介護員制度が廃止されて実務者研修が始まり介護福祉士になるには国家試験の受験が必須となるという大きな制度変更がありながら施行の延期が続くという制度設計の甘さが指摘されている状況で、今度はラヒホイタヤに関して報道がなされている。塩崎大臣が示したように、これは中長期的な課題となるのか、2025年までには十分な数のラヒホイタヤが育成されている事を目指すのか。ある介護ジャーナリストは将来の見通しに関し「検討される資格は、介護福祉士など基礎となる資格にプラスαの知識や技術が求められるのか、あるいは日本版ラヒホイタヤのような全く新しい資格になるのか、現段階では明確になっていません。」と述べている。

### 日本版ラヒホイタヤの導入見送り
沖縄タイムス(電子版)は2015年6月17日に共同通信の配信を元に、厚生労働省が16日に「保育士と介護福祉士が双方の資格を取りやすくする」「いずれかの資格取得者には他方の資格の試験科目を一部免除したり、福祉分野全般の基礎研修の在り方を見直したりすることを想定」と報じた。SankeiBiz(サンケイビズ)も同趣旨の報道をした。関係局長をメンバーとしたプロジェクトチームを省内に立ち上げ、早ければ今年夏には論点の整理などを行うとしている。
結局、10の資格の統合を検討したものの、福祉の現場関係者からのヒアリングなどを通じた結果、准看護師との統合は断念し、例えば保育士が介護福祉士の資格を取得しやすい仕組みを検討する事となった。
厚生労働省の『平成27年度 子ども・子育て支援推進調査研究事業』用いられた資料では、介護福祉士養成校卒業者に対する保育士養成課程の科目履修免除の規定が無い事を問題視されている。 しかし、現在は不足しているが将来は少子化により余剰が生じると見込まれるのは保育士であるため、介護福祉士養成校卒業者が保育士養成課程の科目履修免除の規定ができても介護福祉士の増加にはつながらないこと、養成校を卒業して介護福祉士になる人数より実務経験で資格を取得する人数の方が多いが (2013年度は1万3千人対8万7千人) 実務者研修においては保育士の資格は科目履修免除にならないこと、また児童福祉法に基づいて設置される施設でなければ「従業期間3年以上かつ従事日数540日以上」の受験資格としてカウントされる「介護等の業務」に従事したことにならないなど、保育士と介護福祉士が双方の資格を取りやすくするための課題は多い。

### フィンランド
- Lähihoitajan työnkuvaus (ラヒホイタヤ修了者の職務内容)
- Lähihoitajan elämää (ラヒホイタヤ修了者の進路)
- Suomen Lähihoitajat ry (フィンランドの看護協会)
- Practical nurse training (The Finnish Union of Practical Nurses)
- Sosiaali- ja terveysalan perustutkinto, Lähihoitaja (Opintoluotsi) (ソーシャル・ケア、ヘルスケア、ラヒホイタヤ（学生プロジェクト）)
- フィンランド親族介護協会

### 日本
- まち・ひと・しごと創生本部 首相官邸
- 実践キャリア・アップ制度 専門タスクフォース 介護人材ワーキング・グループ 第２回会合 議事録 内閣府政策統括官 (首相官邸ホームページ)
- 介護福祉士と保育士、厚労省が資格統一を検討 TBS News
- 人口減対策で介護や保育などのサービス統合検討 2015年04月14日 YOMIURI ONLINE
- 資格統合:介護福祉士と保育士など一本化…検討チーム設置 - ウェイバックマシン（2015年4月17日アーカイブ分）毎日.jp　2015年04月14日

### 参考資料

#### フィンランドの教育・福祉制度
- 笹谷春美『フィンランドの高齢者ケア -介護者支援・人材養成の理念とスキル-』明石書店、東京、2013年4月4日。ISBN 9784750338026。

- イルッカ・タイパレ 著、山田眞知子 訳『フィンランドを世界一に導いた100の社会改革―フィンランドのソーシャル・イノベーション』公人の友社、東京、2008年9月5日。ISBN 9784875555315。

- 藪長千乃 (2008年12月10日). “1990年代におけるフィンランド型福祉国家の変容―福祉提供主体の多様化に焦点を当てて―” (PDF).   文京学院大学総合研究所. 2015年4月18日閲覧。

- フィンランド教育文化省 (2013年). “フィンランド教育概要” (PDF).   フィンランド教育文化省. 2015年4月18日閲覧。

- フィンランド大使館 (2014年5月5日). “フィンランドで学ぶ”.   フィンランド大使館・東京. 2015年4月18日閲覧。

- “フィンランド教育制度をキウル教育科学大臣が語る 「学費無料、テストなし」で世界トップレベルの理由”.   ハフィントンポスト日本版 (2013年12月18日). 2015年4月18日閲覧。

#### ラヒホイタヤ制度関係
- 筒井孝子 (2010年12月20日). “介護人材における実践キャリアアップ制度構築のための基本的な考え方” (PDF).   国立保健医療科学院. 2015年4月18日閲覧。

- 堀田聰子 (2015年1月16日). “地域包括ケアの担い手を考える” (PDF).   労働政策研究・研修機構. 2015年4月26日閲覧。[リンク切れ]

- 老健局振興課 (2012-05-11　). “介護職員の処遇改善等に関する懇談会　議事録”.   厚生労働省. 2015年4月26日閲覧。
- 森川美絵 (2012年4月11日). “地域包括ケアシステムに必要とされる人材の考え方―フィンランドの社会・保健医療ケア共通基礎資格ラヒホイタヤを手がかりに―” (PDF).   国立保健医療科学院医療・福祉サービス研究部. 2015年4月18日閲覧。

- 森川美絵 (2009年). “フィンランドにおける看護・医療的行為の職務分担・許可のルール化――スタッフ（ラヒホイタヤ Practical Nurse 等)の資格教育との関連で” (PDF). 2015年4月18日閲覧。

- SOSIAALI- JA TERVEYSMINISTERIÖ (2006年). “Turvallinen lääkehoito Valtakunnallinen opas lääkehoidon toteuttamisesta sosiaali- ja terveydenhuollossa” (PDF).   SOSIAALI- JA TERVEYSMINISTERIÖ. 2015年5月5日閲覧。

以下のラヒホイタヤ制度関係資料は現時点では記事中で用いていないが参考として記す。
- 松本勝明・笹谷春美・森川美絵・齋藤曉子 (2009年). “介護者の確保育成策に関する国際比較研究”.   arsvi.com. 2015年4月18日閲覧。

- 笹谷春美 (2009年). “フィンランドにおける介護者の確保育成策” (PDF). 2015年4月18日閲覧。

- 辻村真由子、片岡万里 (2011年6月23日). “フィンランドの高齢者施設紹介”.   日本老年看護学会. 2015年4月18日閲覧。

#### まち・ひと・しごと創生
- まち・ひと・しごと創生政策検討推進本部 (2015年3月13日). “厚生労働省まち・ひと・しごと創生サポートプラン” (PDF).   厚生労働省. 2015年5月9日閲覧。

- 城本勝  解説委員 (2014年9月26日). “時論公論　「"地方創生" 何が必要か」”.   NHK. 2015年4月18日閲覧。

#### 資格統合
- 福祉新聞 (2015年3月23日). “福祉専門職の統合を検討　１人の職員で子どもから高齢者まで”.   福祉新聞. 2015年4月18日閲覧。[リンク切れ]

- 『介護・福祉士資格を統合』毎日新聞 14版 2015年4月11日 朝刊1面。
(電子版) 厚労省:介護福祉士や保育士の資格を統合 - ウェイバックマシン（2015年4月11日アーカイブ分） 毎日.jp

- 福祉資格の一本化『効用にも目を向けよう』毎日新聞 13版 2015年4月19日 朝刊5面。
(電子版) 社説:福祉資格の一本化　効用にも目を向けよう - ウェイバックマシン（2015年4月19日アーカイブ分） 毎日.jp

- 小山朝子 (2015年5月7日). “介護福祉士と保育士、資格統合したらどうなる？”.   All About. 2015年5月9日閲覧。

#### 介護資格の制度変更
- いきいきシニア応援事業. “改正後・ホームヘルパー(訪問介護員)の資格について”.   株式会社エスアンドシー. 2015年5月9日閲覧。

- 日本ホームヘルパー協会. “訪問介護員の養成と現任者のスキルアップ”.   日本ホームヘルパー協会. 2015年5月9日閲覧。

- 衆議院 (2007年12月5日). “社会福祉士及び介護福祉士法等の一部を改正する法律”.   衆議院. 2015年5月9日閲覧。

- 厚生労働省. “介護職員初任者研修” (PDF).   厚生労働省. 2015年5月9日閲覧。

- 両丹日日新聞 (2015年4月17日). “成美大の施設・器材使って福祉人材養成の拠点整備”.   両丹日日新聞. 2015年4月30日閲覧。

- 日本経済新聞 電子版 (2013年12月25日). “舞鶴に介護福祉の専門学校　京都ＹＭＣＡ学園、15年春にも”.   日本経済新聞. 2015年4月30日閲覧。
- 公益財団法人 社会福祉振興・試験センター. “受験資格：実務経験による受験”.   社会福祉振興・試験センター. 2015年4月30日閲覧。

- 高知新聞 (2015年4月8日). “高知県内の介護専門学校の入学激減　職業訓練も定員割れ”.   高知新聞社. 2015年4月30日閲覧。

- 京都新聞 (2015年4月26日). “定員割れで運営難　滋賀唯一「介護福祉士」専門学校”.   京都新聞社. 2015年4月30日閲覧。

- 社会・援護局福祉基盤課 (2015年3月26日). “第27回介護福祉士国家試験合格発表”.   厚生労働省. 2015年4月30日閲覧。

- 福祉人材確保専門委員会 (2014年10月27日). “介護人材の確保について” (PDF). 2015年4月26日閲覧。

- 第２回社会保障審議会福祉部会 福祉人材確保専門委員会 (2014年11月18日). “介護福祉士養成教育の直面する課題” (PDF).   厚生労働省. 2015年5月9日閲覧。

- 社会保障審議会福祉部会 福祉人材確保専門委員会 (2015年2月15日). “2025年に向けた介護人材の確保” (PDF).   厚生労働省. 2015年5月9日閲覧。

- 福祉新聞編集部 (2015年3月2日). “介護福祉士の養成施設卒業生に国家試験 2022年度から義務化へ”.   福祉新聞. 2015年5月9日閲覧。

- 日本介護福祉士養成施設協会 (2015年2月25日). “介養協 News (No.9) 速報” (PDF).   本介護福祉士養成施設協会. 2015年5月9日閲覧。

- 雇用均等･児童家庭局 保育課 (2015年1月14日). “「保育士確保プラン」の公表”.   厚生労働省. 2015年5月9日閲覧。

- 厚生労働省. “実務者養成施設指定一覧” (PDF).   厚生労働省. 2015年5月9日閲覧。

- 厚生労働省. “介護プロフェッショナルのキャリア段位制度” (PDF).   厚生労働省. 2015年5月9日閲覧。

- シルバーサービス振興会. “介護プロフェッショナルキャリア段位制度”.   シルバーサービス振興会. 2015年5月9日閲覧。

#### 導入見送り関連
- 沖縄タイムス (2015年6月17日). “保育と介護、2つの資格を取りやすく　厚労省が検討”.   沖縄タイムス. 2015年6月27日閲覧。[リンク切れ]

- SANKEI DIGITAL INC (2015年6月23日). “厚労省、保育と介護資格取得に特例　具体化検討”.   SANKEI DIGITAL INC. 2015年6月27日閲覧。

- ただ正芳 (2015年6月24日). “福祉資格、複数取得の支援など検討へ－厚労省が局長PTを設置”.   医療介護ＣＢニュース. 2015年6月27日閲覧。

- 厚生労働省 (2015年6月25日). “平成27年度 子ども・子育て支援推進調査研究事業” (PDF).   厚生労働省. 2015年6月27日閲覧。

- 公益財団法人 社会福祉振興・試験センター (2015年4月22日). “受験資格：実務経験の範囲：児童分野”.   公益財団法人 社会福祉振興・試験センター. 2015年6月27日閲覧。